# The Antics Roadshow

The Antics Roadshow est un documentaire de 2011 axé sur les « farces célèbres et les actes de militantisme qui sont devenus emblématique ». 

## Production
The Antics Roadshow a été produit et réalisé par l'artiste de rue britannique Banksy. Le documentaire a été produit par Jaimie D’Cruz et présenté par Kathy Burke.
Le nom parodie l'émission Antiques Roadshow diffusée sur BBC Television. 

## Diffusion
| Pays        | Année | Chaîne       |
| ----------- | ----- | ------------ |
| Royaume-Uni | 2011  | Channel 4    |
| Australie   | 2013  | SBS Two (en) |